# Francisco I. Madero, Huehuetla
Francisco I. Madero är en ort i Mexiko.   Den ligger i kommunen Huehuetla och delstaten Puebla, i den sydöstra delen av landet, 180 km öster om huvudstaden Mexico City. Francisco I. Madero ligger 535 meter över havet och antalet invånare är 664.
Terrängen runt Francisco I. Madero är kuperad. Runt Francisco I. Madero är det ganska tätbefolkat, med 207 invånare per kvadratkilometer. Närmaste större samhälle är Olintla, 8,9 km väster om Francisco I. Madero. I omgivningarna runt Francisco I. Madero växer i huvudsak städsegrön lövskog.